# 하와이 주택공사 대 미드키프 사건
하와이 주택공사 대 미디키프 사건(Hawaii Housing Authority v. Midkiff, 467 U.S. 229 (1984))은 미국 대법원 판례로 정부의 수용권 행사에 관한 유명한 사건이다.
하와이 주는 22명의 소유자가 전체 사유지의 75% 이상을 소유하고 있었는데 주정부가 그 땅을 공공수용하여 소작농 및 인근주민에게 배분하였다. 연방 대법원은 그 조치가 공공목적에 부합하는 합헌조치라고 판결을 내렸다.